# La Bible : le Code secret
La Bible : le Code secret, en anglais : The Bible Code, est le titre de deux livres écrits par Michael Drosnin, publiés chez Simon & Schuster pour le 1er tome et chez Penguin Random House pour le 2d.
Le tome I est sous-titré « Le passé, le présent, l'avenir, tout est écrit depuis l'origine des temps », le tome II « Le Compte à rebours a commencé… ».
L'hypothèse de prédictions de l'avenir est fortement remise en cause sur un plan rationnel.

## Histoire
Les adeptes de la Kabbale sont familiers de l'activité qui consiste à interpréter la Bible en associant un code, un symbole, un chiffre à chaque lettre de l'alphabet hébreu, pour en interpréter la signification. 
Le mathématicien russe Ivan Panin (en) (au début du XXe siècle) est connu pour ses recherches sur la « structure numérique » de la Torah, c'est-à-dire, de l'Ancien Testament en hébreu. Le rabbin Michael Ben Weissmandel mène également, à peu près à la même époque, des recherches sur la Tanakh, et plus spécialement la Torah. Parmi les élèves de ce dernier, Witztum et Eliyahu Rips (au début des années 1980) se démarquent en reprenant ces travaux avec l'aide de l'informatique. Alors professeur à l'université hébraïque de Jérusalem, Rips prétend découvrir des messages dans la Torah et fait paraître un article, dans la revue Statistical Science, en 1994, avec le soutien de Robert Aumann.
En 1997, Michael Drosnin, convaincu par ses résultats, publie ces travaux dans son livre. Rips et Witztum critiquent alors le livre de Drosnin, qui ne possède aucun fondement scientifique à leurs yeux, mais maintiennent que leur propre méthode reste valide.
À la fin des années 1990, le Centre pour la rationalité, une structure de l'université de Jérusalem, décide de lancer une commission de cinq membres sur le sujet. Celle-ci, présidée par Robert Aumann, ne donna pas d'avis tranché, en raison de désaccords entre ses membres.

## Le «code»
L'hypothèse de Michael Drosnin est que la Bible (dans sa version hébraïque) contient un code permettant de retrouver diverses prophéties sur l'avenir de l'Humanité.
La méthode utilisée pour retrouver ce code est de prendre le texte de la Bible et de chercher les combinaisons de lettres qu'il est possible d'extraire en partant d'une lettre, puis en sautant 20 lettres plus loin, et en recommençant ainsi de suite. Cependant, la recherche ne s'effectue pas totalement au hasard : il faut commencer par choisir un mot bien précis, suffisamment long, et le chercher en premier. Une fois ce mot trouvé, d'autres mots sont cherchés dans la zone ainsi définie.

## Interprétation
Selon Drosnin, ce code est l'œuvre d'une intelligence non-humaine (pour lui, il s'agirait plus d'extraterrestres que de Dieu) qui existe — ou qui existait — à l'époque où la Bible fut écrite.
Il affirme avoir notamment retrouvé les prédictions des assassinats de John Fitzgerald Kennedy, Anouar el-Sadate ou encore Yitzhak Rabin. Il aurait écrit à ce dernier pour l'avertir, avant son assassinat.

## Critiques
Jean-Paul Delahaye, professeur d'informatique à l'Université des sciences et technologie de Lille, chercheur au Laboratoire d'informatique fondamentale du CNRS de Lille, affirme quant à lui que ce livre « est fondé sur une escroquerie à trois étages ». Selon lui, c'est une démonstration du théorème de Borel :

« en prenant un grand nombre de combinaisons de lettres, on trouve des mots connus et même des rapprochements de mots connus où, sans se forcer beaucoup, on réussit à voir le présent et le passé (ce qui permet alors de prétendre y lire l'avenir). »

Pour Eliyahu Rips, l’un des auteurs à l’origine de la vogue du code de la Bible :

« Je n’appuie ni le travail de M. Drosnin sur les codes ni les conclusions qu’il en tire… Toute tentative de tirer des messages des codes de la Torah ou de faire des prédictions à partir de ces codes est futile et sans valeur. Il ne s’agit pas que de mon opinion; c’est également celle de chacun des scientifiques qui a participé à la recherche originale.[1] »

Selon le Dictionnaire sceptique : « Comme Drosnin avait déjà déclaré : « Quand ceux qui me critiquent auront découvert un message sur l’assassinat d’un premier ministre dans Moby Dick, je les croirai ! », McKay a sauté sur l’occasion. Il a produit une analyse du roman à l’aide de SEL [sauts équidistants de lettres] qui lui a permis de découvrir des prédictions non seulement pour Indira Gandhi, mais aussi pour Martin Luther King, John F. Kennedy, Abraham Lincoln et Yitzhak Rabin, ainsi que pour la princesse Diana. Le mathématicien David Thomas, quant à lui, a effectué sa propre analyse de la Genèse grâce aux SEL et a retrouvé les mots « code » et « foutaise » à proximité l’un de l’autre non pas une fois, mais bien à soixante reprises. Thomas a également analysé Le Code de la Bible II de Drosnin (2002), pour y découvrir le message « Le Code de la Bible est un attrape-nigaud pitoyable, imbécile, malhonnête et malodorant, digne du pire des arracheurs de dents ». Dieu aurait-il créé un code révélant qu’il n’y a pas de code ? ».

### Articles
- Patrick Berger, Le Code de la Bible, Éxagérations d'éxégètes : une page critique, du cercle de zététique.
- Michael Klopfenstein, Code Secret de la Bible : une analyse mathématique du procédé.
- Jean-Paul Delahaye, La Bible : le code secret, Pour la science, no 244, février 1998.
- Nicolas Gauvrit, Le miracle ultime, Science... et Pseudo-Sciences, no 278, août 2007.
- Henri Pasternak, Mesdames et Messieurs, voici le nouveau Prix Nobel d’Israël, section Robert Aumann et l’affaire des « Codes de la Bible » : explications sur le rôle de Robert Aumann.